# Kalbuse
Kalbuse – wieś w Estonii, w prowincji Viljandi, w gminie Viljandi. Miejscowość położona jest w pobliżu jeziora Võrtsjärv.
W latach 1991–2017 (do czasu reformy administracyjnej estońskich gmin) wieś znajdowała się w gminie Tarvastu.
Archaiczne nazwy wsi to: Kalpus Jacob (1624), Kalpus Jack (1638), Calpus Jurj (1693). 